# Puente Internacional del Ferrocarril Mexicano de Texas
El Puente Internacional del Ferrocarril Mexicano de Texas es un puente ferroviario internacional que cruza el Río Grande y la frontera entre Estados Unidos y México entre Laredo, Texas, y Nuevo Laredo, Tamaulipas, el único enlace ferroviario entre estas ciudades. Propiedad de CPKC y operado por ella, el puente de vía única es el cruce fronterizo ferroviario más transitado de América del Norte. También es conocido como Puente Ferroviario Internacional de Laredo y Puente Negro.

## Historia
El puente se inauguró en 1920. El acceso al puente en el lado de los Estados Unidos estaba controlado por el Texas-Mexican Railway (Tex Mex), que había sido propiedad del Gobierno mexicano desde principios de siglo. El acceso al puente en el lado mexicano también pasaría a ser propiedad total de cuando todos los ferrocarriles fueron nacionalizados bajo Ferrocarriles Nacionales de México (N de M) a fines de la década de 1930.

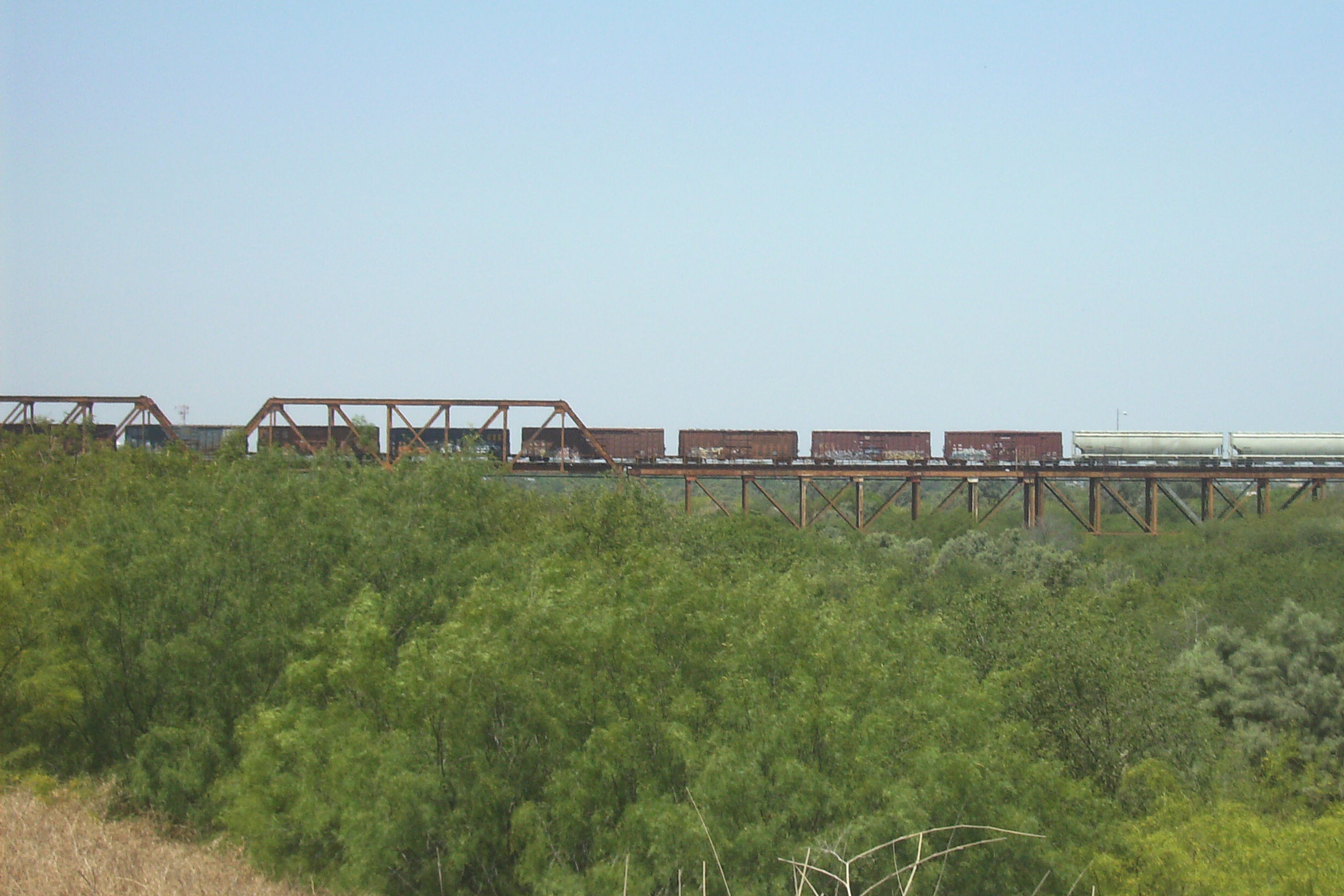
Vista del puente desde Nuevo Laredo.

Tex Mex se vendió a Transportación Marítima Mexicana (TMM) en 1982. En 1996, el gobierno mexicano privatizó N de M y vendió el Ferrocarril del Noreste que conduce al puente a Transportación Ferroviaria Mexicana (TFM), una empresa conjunta entre TMM y Kansas City Southern (KCS). Al mismo tiempo, TMM vendió el 49 por ciento de Tex Mex a KCM, convirtiendo a ambos lados del puente en una empresa conjunta.
KCS compró TMM en 2005, integrando Tex Mex en su Kansas City Southern Railway y convirtiendo a TFM en Kansas City Southern de México, dándole al ferrocarril el control total de una ruta entre el medio oeste de Estados Unidos y una gran parte de México.
Canadian Pacific Railway compró KCS en diciembre de 2021 por 31 mil millones de dólares. El 14 de abril de 2023, los ferrocarriles se fusionaron para formar CPKC, el primero y único en servir directamente a Canadá, México y Estados Unidos. Uno de los principales argumentos a favor de la fusión fue que aumentaría la competencia en el corredor Chicago-México que había estado dominado por Union Pacific y BNSF Railway.
El puente es el cruce fronterizo ferroviario más transitado de América del Norte. En 2022, el puente funcionaba a su capacidad máxima de 26 trenes por día. Un mayor crecimiento se vio limitado por la necesidad de inspecciones aduaneras y de seguridad en el cruce. El 31 de octubre de 2022, KCS inició la construcción de un segundo puente paralelo, que duplicará la capacidad del cruce y permitirá que cada puente se centre en una única dirección de tráfico. Se espera que el puente esté terminado en octubre de 2024.